# Біогрупа (Кам'янець-Подільський, вул. Огієнка, 61)
Біогру́па — ботанічна пам'ятка природи місцевого значення в Україні. Розташована в межах міста Кам'янець-Подільський, вул. Огієнка, 61 (територія Кам'янець-Подільського університету). 
Площа 0,3 га. Статус надано згідно з рішенням облвиконкому від 16.10.1991 року № 171. Перебуває у віданні: Кам'янець-Подільський національний університет імені Івана Огієнка. 
Статус надано з метою збереження групи дерев, серед яких: 12 туй західних (висота 9 м, бл. 30 років), яблуня плакучої форми, черешня та інші.